# چتنی (مجارستان)
چِتِنی (به مجاری:  Csetény) یک شهرداری در مجارستان است که در ناحیه زیرتس واقع شده‌است. چتنی ۱۸٫۳۷ کیلومتر مربع مساحت و ۲٬۰۴۹ نفر جمعیت دارد.